# Gladicosa euepigynata
Espèce
Synonymes
- Lycosa euepigynata Montgomery, 1904

Gladicosa euepigynata est une espèce d'araignées aranéomorphes de la famille des Lycosidae.

## Distribution
Cette espèce est endémique du Texas aux États-Unis,.

## Publication originale
- Montgomery, 1904 : Descriptions of North American Araneae of the families Lycosidae and Pisauridae. Proceedings of the Academy of Natural Sciences of Philadelphia, vol. 56, p. 261-325 (texte intégral).